# Ketty Schwartz
Pour les articles homonymes, voir Schwartz.
Ketty Schwartz (née Ketty Gersen le 29 novembre 1937 à Boulogne-Billancourt, Hauts-de-Seine, et morte le 25 décembre 2007 à Paris) est une scientifique française, chercheuse, pharmacienne, présidente du conseil scientifique de l'Association française contre les myopathies (AFM) et directrice de recherche émérite au CNRS.

## Biographie
Ketty Schwartz devient chargée de recherche pour le CNRS après des études de pharmacie. Elle rejoint une équipe de recherche au centre d’étude des techniques chirurgicales, à l’hôpital Broussais à Paris.
Elle participe « aux recherches sur les signes moléculaires du rejet de greffe sur les premières transplantations cardiaques humaines » et y consacre son premier article dans Nature, première publication « d'une longue série d'innovations combinant la biologie moléculaire et le domaine cardio-vasculaire ».
Ketty Schwartz travaille pour l'Inserm à l'hôpital Lariboisière, dans une équipe dirigée par Bernard Swynghedauw puis par elle-même, qui identifie au début des années 1980 les premiers marqueurs moléculaires de l'insuffisance cardiaque.
Elle rejoint ensuite Michel Fardeau à l'Institut de myologie à l'hôpital parisien de la Pitié-Salpêtrière. L'Institut de myologie, créé en 1996 et soutenu par l'Association française contre les myopathies (AFM), devient « un des centres d’expertise sur le muscle le plus complet d’Europe, et de référence sur les maladies rares. ».
Ketty Schwartz devient membre du conseil scientifique de l'AFM dès sa création en 1981. Elle en devient présidente le 7 mai 1998. Parallèlement, elle poursuit ses recherches en cardiologie. Ses travaux avec le chirurgien Philippe Ménasché sur la régénération du muscle cardiaque aboutissent à « des essais de thérapie cellulaire dont les premières étapes expérimentales ont été couronnées de succès ».
Elle est membre du Comité consultatif national d'éthique de 2000 à 2002. En mai 2001, elle devient directrice de la recherche au ministère de la recherche, poste qu'elle occupe jusqu'en novembre 2002, avec trois ministres successifs, Roger-Gérard Schwartzenberg, François Loos et Claudie Haigneré.
Ketty Schwartz est aussi présidente du GRAM (groupe de réflexion avec les associations de malades) de l’Inserm à partir de 2004 : « L’AFM, comme d’autres associations de patients très actives, a fait énormément pour la représentativité des malades dans les instances d’orientation des thèmes de recherche », explique-t-elle.
Grande amateur de natation, elle nage en toutes occasions aux quatre coins de la planète, et « pourrait éditer un guide des piscines du monde entier. Elle peut décrire celle de l’Institut Weizmann en Israël, celle de Wellington en Nouvelle-Zélande, celle d’Harvard aux États-Unis et bien sûr celle de la rue de Pontoise, à Paris ».
Ketty Schwartz meurt à 70 ans le 25 décembre 2007. Elle reçoit de nombreux hommages, dont celui du président Nicolas Sarkozy qui salue « une pionnière de la lutte contre les maladies génétiques ».
Elle est inhumée le 28 décembre 2007 à Paris au cimetière du Montparnasse (30e division).

## Distinctions et récompenses
Ketty Schwartz a reçu la médaille d'argent du CNRS en 1992 et le Prix d'Honneur de l'Inserm en 2006. Elle est chevalier de la Légion d'honneur (1992) et officier de l'Ordre national du Mérite (1998).
Elle est également lauréate du prix Peter Debye « Molecular biology of cardiovascular systems : fundamental and clinical aspects », Maastricht (1994), du prix de cardiologie de la Fondation pour la recherche biomédicale de l'Académie des sciences (2000), Glorney-Raisbeck Award de la New York Academy of Medicine (2002).